# Bionika
Biónika je biološka veda, ki preučuje funkcije živih bitij in s tem rešuje tehniške probleme.
Besedo »bionika« (izvirno angleško bionics) je leta 1958 skoval ameriški zdravnik in častnik Jack E. Steele, verjetno iz starogrške starogrško βίον: bion, kar pomeni enota življenja, in pripone -ic, kar pomeni kot ali na način, tako, ter zaradi tega kot življenje. Nekateri slovarji razlagajo izvor besede tudi iz biologija + elektronika.
Ločimo:
- biološko bioniko, ki se ukvarja s procesi, nastajajočih v bioloških sistemih,
- teoretično bioniko, ki razdeljuje matematične modele teh procesov in
- tehniško bioniko, ki uporablja modele teoretične bionike za reševanje inženirskih nalog.

Bionika je tesno povezana z biologijo, fiziko, kemijo, kibernetiko in tehniškimi znanostmi in vedami: elektroniko, navigacijo ipd.
Julian Vincent, profesor biomimetike na Univerzi v Bathu, ocenjuje da se pri rabi mehanizmov trenutno prekriva le 10 % biologije in tehnologije.

## Znani primeri bionske tehnologije
- Ježek je verjetno najbolj znan primer biomimetike. Leta 1948 je inženir George de Mestral po sprehodu čistil dlako svojega psa. Opazil je seme trave, ki se je močno oprijelo dlake. Preučil je mehanizem kako se seme oprijema. To znanje je izkoristil za zapiranje čevljev in oblačil.

- Žagini zobje so v 19. stoletju dobili obliko roga. To se je zgodilo po opazovanju okončin lesnih zajedalcev in povzročilo med takratnimi gozdarji mini revolucijo, ker je pospešilo podiranje dreves.

- Odbojniki svetlobe, ki delujejo po vzoru mačjih oči. Leta 1935 jih je odkril Percy Shaw med preučevanjem mačk.

- Leonardo da Vinci je bil eden od pionirjev bionike na področju izdelave letalnih naprav. Tudi on se zgledoval po živalskem svetu (v večini po živalih, ki znajo leteti).

- Lokvanjev list ima sposobnost samočiščenja. Voda in umazanija se ga ne oprimeta.

- Tudi tekoči kristali so bili sprva opaženi v naravi, danes pa se nahajajo v večini zaslonov.

- Umetne nevronske mreže so narejene po vzoru bioloških možganov. Za razliko od računalnika se učijo same, so odporne na okvare in delujejo popolnoma paralelno.